# Nuculana karlmartini
Nuculana karlmartini is een tweekleppigensoort uit de familie van de Nuculanidae. De wetenschappelijke naam van de soort is voor het eerst geldig gepubliceerd in 1964 door Weisbord.